# Inge Hammarström
Hans Inge Hammarström, född 20 januari 1948 i Timrå församling, är en svensk före detta professionell ishockeyspelare.
Inge Hammarström har spelat 123 A-landskamper för Tre Kronor.

## Klubbar
Han har under sin karriär representerat:
- Timrå IK (1963–1967)
- Brynäs IF (svensk mästare 4 gånger) (1968–1972, 1980–1982)
- Toronto Maple Leafs (1973–1977)
- St. Louis Blues (1977–1979)

## Spelarkarriär
Inge Hammarström gjorde sin elitdebut endast 15 år gammal 1963 för Timrå IK. Han blev kvar i Timrå fram till säsongen 1967–1968 varefter han flyttade till Brynäs IF. Klubbarna blev dock oense om övergångssumman varpå Hammarström blev ett så kallat ettårsfall. Avstängd från klubbspel spelade han dock flera matcher i svenska A- och B-landslagen samt även bandy hos Skutskärs IF. Hos Brynäs kom han sedan att ta SM-guld fyra gånger, 1970, 1971, 1972 och senare 1980.
Säsongen 1973–74 blev Hammarström en av de första svenska spelarna att få chansen i NHL. Det blev fem säsonger med Toronto Maple Leafs och ytterligare två med St. Louis Blues innan han återvände till Sverige och avslutade sin karriär 1982 i Brynäs IF.

## Talangscouting
Efter att ha avslutat sin spelarkarriär började Hammarström arbeta som europabaserad talangscout och var 1990–2018 ansvarig för Philadelphia Flyers europascouting. I den rollen rekommenderade han spelare som Jaromír Jágr i ett tidigt skede, men där Flyers valde en annan spelare, och Peter Forsberg, som Flyers valde i draften men sedan bytte mot en annan spelare.